# Pracrito
Pracrito (sanscrito; prākṛta प्राकृत; shauraseni: pāuda पाउद; maharashtri: pāua पाउअ) è un termine usato per indicare un'ampia famiglia di lingue e dialetti indoarii medi "sviluppatisi accanto al sanscrito e raccolti sotto la denominazione complessiva di linguaggi medio-indiani. Notevoli fra essi per antichità e per importanza letteraria il pracrito epigrafico delle iscrizioni di Aśoka (III sec. a.C.) e il pāli in cui è redatto un intero canone buddhistico". I pracriti divennero lingue letterarie, specialmente grazie a re della casta Kshatriya, ma furono sempre considerati illegittimi dall'ortodossia brahmanica.

## Generalità
La lingua ardhamagadhi ("mezzo magadhi"), una forma arcaica della lingua magadhi che fu usata estesamente per scrivere i testi sacri giainisti, è spesso considerata come la forma definitiva del pracrito, mentre altre sono considerate varianti della stessa. I grammatici pracriti di solito insegnavano prima la grammatica completa dell'ardhamagadhi, e poi in relazione ad essa definivano le altre grammatiche. Per questa ragione, i corsi che insegnano il "pracrito" sono spesso considerati come corsi di insegnamento dell'ardhamagadhi. La lingua pāli (la lingua pracrita liturgica del Buddhismo Theravada) tende a essere trattata come una particolare eccezione rispetto alle varianti della lingua ardhamagadhi, in quanto i grammatici del sancrito classico non la considerano come un pracrito per sé, presumibilmente per ragioni settarie piuttosto che linguistiche. Altri pracriti sono riportati in antiche fonti storiche, ma non sono più parlati (come il paisaci).
Alcuni studiosi moderni seguono questa classificazione includendo tutte le lingue indoarie medie sotto la rubrica dei "pracriti", mentre altri enfatizzano lo sviluppo indipendente di queste lingue spesso separate dalla storia del sanscrito da ampie divisioni di casta, religione e geografia. Anche se i pracriti erano visti originariamente come forme "inferiori" della lingua, l'influenza che essi ebbero sul sanscrito, permettendogli di essere utilizzato più facilmente dalla gente comune, come pure la "sanscritizzazione" dei pracriti (ossia il processo inverso di penetrazione di forme e vocaboli del sanscrito nei pracriti) diede loro un prestigio culturale progressivamente più elevato.
La stessa parola pracrito ha una definizione flessibile, essendo tradotto talvolta come "originale, naturale, schietto, normale, ordinario, abituale", o "vernacolare", in contrasto all'ortodossia letteraria e religiosa del sanscrito. Alternativamente, si può ritenere che pracrito significhi "derivato da un originale", ossia evoluto in modo naturale. In effetti, "pracrito" è principalmente un termine nativo, che designa i "vernacoli" in opposizione al sanscrito.
I pracriti divennero lingue letterarie, generalmente sotto il patronato di antichi re indiani identificati con i Kshatriya Varna dell'induismo, ma erano considerati come illegittimi dall'ortodossia. Il più antico uso esistente del pracrito si ritrova nel corpo di iscrizioni dell'imperatore Aśoka. Oltre questo, il pracrito appare in letteratura nell'ambito del Canone pāli dei buddhisti Theravada, del Canone pracrito dei giainisti, dei grammatici pracriti e nei versi, nei drammi e nelle epiche di quei tempi. Le varie lingue pracrite sono associate alle dinastie dei diversi patroni, con religioni diverse e tradizioni letterarie diverse, come pure alle diverse regioni del subcontinente indiano. Ogni pracrito rappresenta una tradizione distinta della letteratura all'interno della storia dell'India e del Nepal.

## Etimologia

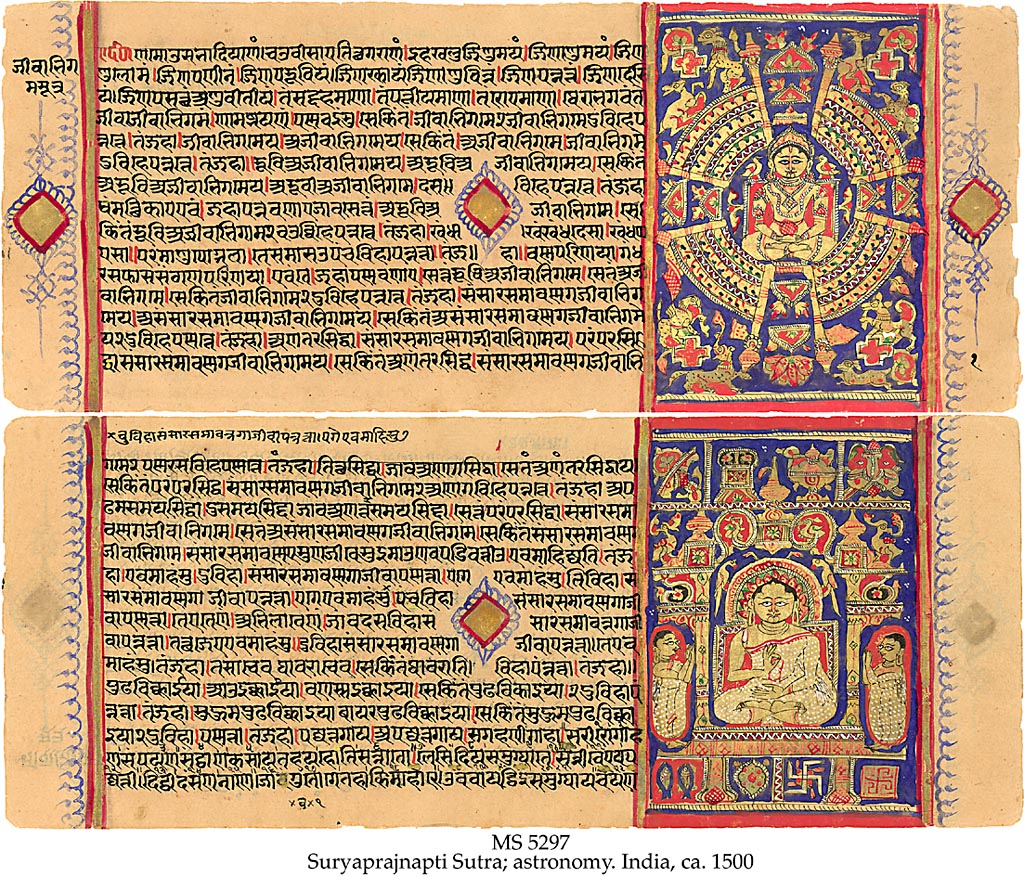
Il Suryaprajnaptisutra, un'opera astronomica risalente al III o IV secolo a.C., scritta nella lingua pracrita giainista (in alfabeto devanagari), ca. 1500 d.C.

Secondo il dizionario di Monier Monier-Williams, i significati più frequenti del termine sanscrito prakṛta, dal quale è derivata la parola "pracrito", sono "originale, naturale, normale" e il termine è derivato da prakṛti, "che si fa o si pone prima o all'inizio, la forma o condizione originale o naturale di qualcosa, sostanza originale o primaria". In termini linguistici, si usa in contrapposizione a saṃskṛta, "raffinato, perfezionato". Un'interpretazione letterale farebbe allora pensare che i pracriti siano più antichi del sanscrito, nel senso che quest'ultimo sia stato perfezionato (cioè si sia evoluto) a partire proprio dai pracriti. Tuttavia, da un punto di vista indoeuropeo comparativo, il sanscrito (specialmente il sanscrito vedico) è più vicino al protoindoeuropeo ricostruito di quanto lo siano i pracriti, sicché il sanscrito appartiene ad uno stadio della storia linguisticamente anteriore.
Non vi è accordo unanime sull'uso del termine "pracrito": in un'accezione più ristretta esso indica soltanto le lingue usate dagli scrittori induisti e dai giainisti, mentre una più ampia ricomprende anche le lingue buddhiste, quali il pāli, il cosiddetto sanscrito ibrido buddhista e i pracriti epigrafici. Altri pracriti includono il gāndhārī e il paisāci, che è noto attraverso le citazioni dei grammatici. Le lingue moderne dell'India settentrionale si svilupparono dai pracriti, dopo lo stadio intermedio della lingua apabhraṃśa.

## Pracriti drammatici

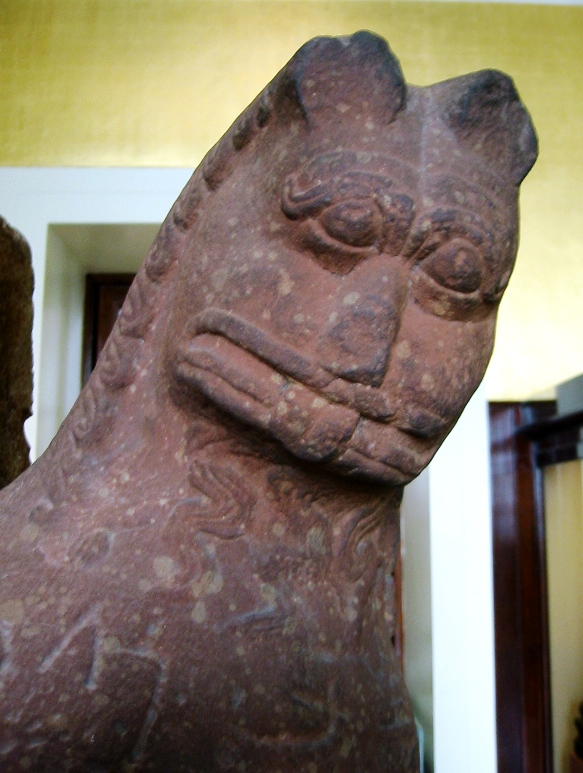
Capitello di pilastro con leoni addossati e iscrizioni pracrite in alfabeto kharoshthi, British Museum.

I pracriti drammatici erano quelli che erano ideati specificamente per l'uso nei drammi e in altre opere letterarie. Ogni volta che il dialogo era scritto in un pracrito, al lettore era fornita anche una traduzione sanscrita. Nessuno di questi pracriti nacque come vernacolo, ma alcuni finirono per essere usati come tali quando il sanscrito perse terreno.
La locuzione "pracriti drammatici" spesso si riferisce ai tre più importanti di essi: sauraseni, magadhi e maharashtri. Tuttavia, vi erano parecchi altri pracriti usati meno comunemente che cadono anch'essi in questa categoria. Questi includono pracya, bahliki, daksinatya, sakari, candali, sabari, abhiri, dramili e odri. Vi era una struttura sorprendentemente rigida per l'uso di questi diversi pracriti nei drammi. I personaggi parlavano ciascuno un pracrito diverso in base al loro ruolo e alla loro estrazione; ad esempio, il dramili era la lingua degli "abitanti della foresta", il sauraseni era parlato "dall'eroina e dalle sue amiche" e l'avari era parlato da "truffatori e canaglie".
Il maharashtri, la radice del moderno marathi, è un caso particolarmente interessante. Il maharashtri era usato spesso per la poesia e, come tale, divergeva dalla grammatica sanscrita vera e propria principalmente per adattare la lingua al metro dei diversi stili di poesia. Questa nuova grammatica resistette, il che condusse, tra le altre anomalie, alla caratteristica flessibilità della lunghezza delle vocali nel marathi.